# Les Docks, cité de la mode et du design
 (juillet 2016).
Pour les articles homonymes, voir Cité du design et Les Docks.

Les Docks - La Cité de la mode et du design, est un bâtiment situé à l'emplacement des anciens magasins généraux quai d'Austerlitz, à Paris. 
L'ouverture au public, initialement prévue début 2008, a eu lieu au printemps 2012.
Les magasins généraux d'Austerlitz étaient des entrepôts construits par l'architecte Georges Morin-Goustiaux en 1907.
L'Institut français de la mode s'est installé en 2008 dans un bâtiment construit par le cabinet d'architectes Jakob + Macfarlane. 
À partir du 16 novembre 2013, le site accueille Art ludique - Le Musée, musée consacré au divertissement (dessin animé, cinéma, jeu vidéo, bande dessinée...). Le musée quitte les Docks en 2018,. 

## Annexe